# Vườn quốc gia Kolkheti
Vườn quốc gia Kolkheti (tiếng Gruzia: კოლხეთის ეროვნული პარკი) là một vườn quốc gia nằm ở Samegrelo-Zemo Svaneti và Guria ở vùng lịch sử Colchis, phía tây Gruzia. Vùng đất ngập nước ở Trung tâm Kolkheti được công nhận là vùng đất ngập nước có tầm quan trọng quốc tế theo Công ước Ramsar. Vườn quốc gia nằm tại một vùng đồng bằng ven biển Đen giữa hai cửa sông Tikori và Supsa, trải dài qua các đô thị Zugdidi, Khobi, Lanchkhuti, Senaki và Abasha. Nó được thành lập vào giữa năm 1998-99 như là một phần của Dự án quản lý bờ biển Gruzia được hỗ trợ tài chính bởi Ngân hàng Thế giới (WB) và Quỹ Môi trường Toàn cầu (GEF). Kolkheti có tổng diện tích là 28.940 hecta, kết hợp với khu bảo tồn thiên nhiên Kolkheti cũ rộng 500 hecta cùng vùng ngập nước xung quanh hồ Paliastomi tạo thành một vùng ngập nước được bảo vệ lên tới 33.710 hecta. Vườn quốc gia này chính là vùng lõi của di sản thế giới Rừng mưa nhiệt đới Colchic và vùng đất ngập nước được UNESCO công nhận vào năm 2021.

## Lịch sử

### Cổ đại
Vườn quốc gia Kolkheti từng là một phần của vùng nhiệt đới và một phần cận nhiệt đới của Phân đại Đệ Tam trải dài trên lục địa Á-Âu. Vào khoảng năm 2000 trước Công nguyên, nhà nước đầu tiên của Gruzia là Kolkheti, hay còn được gọi là "Colchis" thành lập tại đây, và đây cũng chính là nơi đúc tiền đầu tiên của Gruzia được gọi là Kolkhuri Tetri. Colchis trong thần thoại Hy Lạp được coi là vành đai của thế giới và đã được đề cập trong các biên niên sử lịch sử trên khắp Tây Á và Đông Âu từ thời cổ đại. Địa danh này xuất hiện trong thần thoại Argonautica kể về chuyến đi huyền thoại của Jason và Argonaut để lấy bộ lông cừu vàng. Colchis cũng là vùng đất nơi vị thần Prometheus bị trừng phạt bằng cách xích vào núi trong khi một con đại bàng ăn lá gan của anh ta vì đã tiết lộ bí mật về lửa cho nhân loại. Chiến binh Amazon cũng được cho là có nguồn gốc Scythia từ Colchis. Các nhân vật thần thoại đáng chú ý khác của Colchis là Aeëtes, Idyia, Pasiphaë, Circe, Medea, Chalciope (con gái của vua Aeëtes), Absyrtus.
Nền kinh tế tiên tiến cùng các điều kiện địa lý và tự nhiên thuận lợi của khu vực đã thu hút những người Hy Lạp Miletus đến bờ biển Colchis, để thành lập các trạm buôn bán trong khu vực ở Phasis, Gyenos, và Sukhumi vào thế kỷ 6 đến 5 TCN. Những địa điểm này nằm ngay bên ngoài vùng đất bị Alexandros Đại đế chinh phục vào thế kỷ thứ 4 TCN. Sau sự sụp đổ của Đế quốc Ba Tư thứ nhất, một phần đáng kể của Colchis được biết đến ở địa phương với cái tên Egrisi và được sáp nhập vào vương quốc Iberia vào năm 302 TCN. Khu vực này vẫn giữ được độc lập cho đến khi bị chinh phục vào năm 101 TCN bởi Mithridates VI của Pontos.
Khu vực này trở thành nơi sinh sống của một số bộ lạc có liên quan nhưng tách biệt với các khu định cư chủ yếu nằm dọc theo bờ Biển Đen. Họ được gọi chung là những bộ lạc Colchis bao gồm Machelones, Heniochi, Zydretae, Apsilae, Lazi, Chalybes, Tabal, Tibareni, Mossynoeci, Macrones, Mushki và Marres.
Trong thời kỳ đế quốc La Mã cai trị, họ đã thiết lập các pháo đài lớn dọc theo bờ biển nhưng dần nhận thấy càng ngày càng khó khăn trong việc duy trì trật tự. Vùng đất thấp và vùng ven biển nơi tạo thành phần biển của vườn quốc gia ngày nay thường xuyên bị các bộ lạc vùng núi dữ dằn cướp phá, người Svan và Heniochi là những kẻ mạnh nhất. Vào năm 69 sau Công nguyên, người Pontus và Colchis dưới thời thủ lĩnh Anicetus đã tổ chức một cuộc nổi dậy lớn chống lại người La Mã, khiến La Mã ngày càng suy yếu trong thời gian này. Đến những năm 130, các vương quốc Machelones, Heniochi, Egrisi, Apsilia, Abasgia và Sanigia đã chiếm khu vực từ bắc đến nam. Người Goth cư ngụ trên Bán đảo Krym đi tìm kiếm một ngôi nhà mới đã đột kích vào Colchis vào năm 253 nhưng họ đã bị đẩy lùi với sự giúp đỡ của quân đồn trú La Mã ở Pitsunda. Đến thế kỷ 3 và 4, hầu hết các vương quốc và kinh đô địa phương đã bị Lazica khuất phục.

### Hiện đại
Trong thời hiện đại, một hệ thống thoát nước quy mô lớn do chính quyền Xô Viết thực hiện, đặc biệt là vào những năm 1920 để phát triển kinh tế, đã tàn phá  hệ sinh thái đất ngập nước ở đây. Đến năm 1947, một khu bảo tồn nhỏ rộng 500 hecta được thành lập được gọi là Khu dự trữ thiên nhiên Nhà nước Kolkheti. Tuy nhiên, do các vùng đất ngập nước xung quanh chứa nhiều thông tin quan trọng đối với các nhà khoa học di sản quốc gia Gruzia nên nó đã được công nhận là vùng đất ngập nước có  tầm quan trọng quốc tế theo Công ước Ramsar vào năm 1997. Vườn quốc gia Kolkheti chính thức được thành lập sau đó vào năm 1998-99 dưỡi sự hỗ trợ của Ngân hàng Thế giới và Quỹ Môi trường Toàn cầu.

## Động thực vật

### Thực vật
Khí hậu thuận lợi và sự phong phú của nguồn nước tạo cho vườn quốc gia một sự đa dạng sinh học từ đầm lầy ven biển, rừng ngập mặn cho đến rừng thường xanh với sự có mặt của tống quán sủ, liễu, sồi và tần bì châu Âu.
Đầm lầy than bùn ven biển là nơi sinh trưởng của nhiều loài thực vật gồm rêu, gọng vó thường, cỏ cói len, cỏ bogbean. Trong những khu rừng, các loài cây và cây bụi thường xanh phát triển gồm thường xanh Ba Tư, sồi châu Âu, sồi Ireland, sồi Strandzha, sủi châu Âu, óc chó Kavkaz. Thực vật thủy sinh phổ biến nhất, chẳng hạn như súng trắng châu Âu có mặt khắp các môi trường nước trong vườn quốc gia, trong khi đỗ quyên vàng và đỗ quyên thông thường mọc tại khắp các khu vực cao của Kolkheti.

### Động vật
Các đầm lầy và rừng ngập nước là nơi trú ẩn của nhiều loài động vật quý hiếm gồm hoẵng châu Âu, lợn rừng, rái cá, sa giông dải phương Nam, hải ly. Đây cũng là nhà của phân loài Ếch cây mép trắng và ếch đầm lầy châu Âu cùng nhiều loài rắn như rắn cỏ, rắn Aesculape, rùa ao châu Âu, sa giông mào phương Đông. Vùng biển của vườn quốc gia có mặt nhiều loài cá heo như cá heo mõm ngắn, cá heo mũi chai và cá heo cảng.
Đáng chú ý nhất của vườn quốc gia là sự đa dạng của các loài chim với 194 loài, trong đó có 21 loài di cư theo mùa. Một số loài đặc hữu nằm trong Sách đỏ IUCN và Gruzia vì có nguy cơ tuyệt chủng trong khu vực gồm hạc đen, sếu, diệc lớn, chim lặn mào lớn, le hôi cổ đỏ, le hôi cổ đen, cốc đế, diệc mào, cò thìa Á Âu, quắm đen, ngỗng ngực trắng nhỏ, vịt vàng, choắt đốm đen, dẽ giun lớn,. Các loài khác có mặt theo mùa gồm đại bàng đuôi trắng, vịt, chim lội, sâm cầm, mòng biển, nhàn biển.